# Sticholotidinae
Sous-famille
Les Sticholotidinae sont une sous-famille de coccinelles de la famille des Coccinellidae.

## Présentation
La sous-famille des Sticholotidinae a été décrite en 1901 par l'entomologiste allemand Julius Weise (1844-1925).

## Liste des tribus et genres
- Tribu des Argentipilosini
  - Argentipilosa Gordon & de Almeida, 1991
- Tribu des Carinodulini
  - Carinodula
  - Carinodulina
  - Carinodulinka
- Tribu des Cephaloscymnini
  - Aneaporia Casey, 1908
  - Cephaloscymnus Crotch, 1872
  - Neaporia Gorham, 1897
  - Prodilis Mulsant, 1850
  - Prodiloides Weise, 1922
- Tribu des Limnichopharini
  - Limnichopharus Miyatake, 1994
- Tribu des Microweiseini
  - Coccidophilus
  - Cryptoweisea
  - Dichaina
  - Diloponis
  - Gnathoweisea
  - Microcapillata
  - Microfreudea
  - Microweisea
  - Nipus
  - Pseudosmilia
  - Sarapidus
  - Stictospilus
- Tribu des Plotinini
  - Ballida Mulsant, 1850
  - Buprestodera Sicard, 1910
  - Catanaplotina
  - Haemoplotina Miyatake, 1969
  - Paraplotina Miyatake, 1969
  - Plotina Lewis, 1896
  - Protoplotina Miyatake, 1994
  - Sphaeroplotina Miyatake, 1969
- Tribu des Serangiini
  - Catana
  - Catanella
  - Delphastus
  - Microserangium
  - Serangiella
  - Serangium
- Tribu des Shirozuellini
  - Ghanius Ahmad, 1973
  - Medamatento Sasaji, 1989
  - Promecopharus Sicard, 1910
  - Sasajiella Miyatake, 1994
  - Shirozuella Sasaji, 1967
- Tribu des Sticholotidini
  - Boschalis Weise, 1897
  - Bucolellus Blackburn, 1892
  - Chilocorellus Miyatake, 1994
  - Coelolotis Miyatake, 1994
  - Coelopterus Mulsant & Rey, 1852
  - Filipinolotis Miyatake, 1994
  - Glomerella Gordon, 1977
  - Habrolotis Weise, 1895
  - Hemipharus Weise, 1897
  - Jauravia Motschulsky, 1858
  - Lenasa Gordon, 1994
  - Lotis Mulsant, 1850
  - Mimoserangium Miyatake, 1994
  - Neaptera Gordon, 1991
  - Nelasa Gordon, 1991
  - Neojauravia Gordon & de Almeida, 1991
  - Neotina Gordon, 1977
  - Nesina Gordon, 1977
  - Nesolotis
  - Nexophallus Gordon, 1969
  - Paracoelopterus
  - Parajauravia Iablokoff-Khnzorian, 1972
  - Paranelasa Gordon, 1991
  - Paranesolotis
  - Parinesa Gordon, 1991
  - Pharopsis Casey, 1899
  - Pharoscymnus Bedel, 1906
  - Phlyctenolotis Sicard, 1912
  - Semiviride Gordon, 1991
  - Sticholotis Crotch, 1874
  - Stictobura Crotch, 1874
  - Sulcolotis Miyatake, 1994
  - Synonychimorpha Miyatake, 1994
  - Trimallena Pope, 1962
  - Xamerpillus Sicard, 1912
  - Xanthorcus Weise, 1898
  - Xestolotis Casey, 1899
- Tribu des Sukunahikonini
  - Hikonasukuna
  - Orculus
  - Paraphellus

### Ouvrages ou articles
- (en) A Slipinski, « Revision of the Australian Coccinellidae (Coleoptera). Part 2. Tribe Sticholotidini », Annales zoologici, Varsovie (Warsav), vol. 54,‎ 2004, p. 389-402.
- (es) Guillermo Gonzáles, « La subfamiglia Sticholotidinae » [archive du 13 mai 2007], sur Los Coccinellidae de Chile, 1996 (consulté le 20 mai 2007)
- (en) Poorani, J., « Coccinellids of the Indian Subcontinent » (consulté le 25 mai 2007)